# Liste der Präsidenten des Shūgiin
Dies ist eine Liste der Präsidenten des Shūgiin (jap. 衆議院議長 Shūgiin gichō), des Unterhauses des japanischen Nationalparlaments (1890–1947 Reichstag, seit 1947 Nationalversammlung).

## Nach der Verfassung desKaiserreichs Japan
| #  | Präsident          | Fraktion                                         | Beginn der Amtszeit | Ende der Amtszeit |
| -- | ------------------ | ------------------------------------------------ | ------------------- | ----------------- |
| 01 | Nakajima Nobuyuki  | [anfangs: Konstitutionalistisch-]Liberale Partei | 29. November 1890   | 25. Dezember 1891 |
| 02 | Hoshi Tōru         | [anfangs: Konstitutionalistisch-]Liberale Partei | 2. Mai 1892         | 13. Dezember 1893 |
| 03 | Kusumoto Masataka  | Dōmei-Klub                                       | 13. Dezember 1893   | 30. Dezember 1893 |
| 04 | Kusumoto Masataka  | Rikkenkaku Shintō                                | 15. Mai 1894        | 2. Juni 1894      |
| 05 | Kusumoto Masataka  | Rikkenkaku Shintō                                | 18. Oktober 1894    | Mai 1896          |
| 06 | Hatoyama Kazuo     | Shinpotō                                         | 25. Dezember 1896   | 25. Dezember 1897 |
| 07 | Kataoka Kenkichi   | Rikken Seiyūkai                                  | 19. Mai 1898        | 10. Juni 1898     |
| 08 | Kataoka Kenkichi   | Rikken Seiyūkai                                  | 3. November 1898    | 9. August 1902    |
| 09 | Kataoka Kenkichi   | Rikken Seiyūkai                                  | 9. Dezember 1902    | 5. Dezember 1903  |
| 10 | Kōno Hironaka      | Kenseitō                                         | 5. Dezember 1903    | 11. Dezember 1903 |
| 11 | Matsuda Masahisa   | Rikken Seiyūkai                                  | 20. März 1904       | 7. Januar 1906    |
| 12 | Sugita Teiichi     | Rikken Seiyūkai                                  | 7. Januar 1906      | 26. März 1908     |
| 13 | Haseba Sumitaka    | Rikken Seiyūkai                                  | 25. Dezember 1908   | 30. August 1911   |
| 14 | Ōoka Ikuzō         | Rikken Seiyūkai                                  | 27. Dezember 1911   | 25. Mai 1912      |
| 15 | Ōoka Ikuzō         | Rikken Seiyūkai                                  | 23. August 1912     | 6. März 1914      |
| 16 | Haseba Sumitaka    | Rikken Seiyūkai                                  | 6. März 1914        | 15. März 1914     |
| 17 | Oku Shigesaburō    | Rikken Seiyūkai                                  | März 1914           | 25. Dezember 1914 |
| 18 | Shimada Saburō     | Rikken Dōshikai                                  | 20. Mai 1915        | 25. Januar 1917   |
| 19 | Ōoka Ikuzō         | Rikken Seiyūkai                                  | 23. Juni 1917       | 26. Februar 1920  |
| 20 | Oku Shigesaburō    | Rikken Seiyūkai                                  | 29. Juni 1920       | Februar 1923      |
| 21 | Kasuya Gizō        | Rikken Seiyūkai                                  | Februar 1923        | 31. Januar 1924   |
| 22 | Kasuya Gizō        | Rikken Seiyūkai                                  | 28. Juni 1924       | 25. März 1927     |
| 23 | Morita Shigeru     | Kenseikai                                        | 4. Mai 1927         | 21. Januar 1928   |
| 24 | Motoda Hajime      | Rikken Seiyūkai                                  | 23. April 1928      | März 1929         |
| 25 | Kawahara Mosuke    | Rikken Seiyūkai                                  | März 1929           |                   |
| 26 | Horikiri Zenbē     | Rikken Seiyūkai                                  | 26. Dezember 1929   | 21. Januar 1930   |
| 27 | Fujisawa Ikunosuke | Rikken Minseitō                                  | 23. April 1930      |                   |
| 28 | Nakamura Keijirō   | Rikken Minseitō                                  | 26. Dezember 1931   |                   |
| 29 | Akita Kiyoshi      | Rikken Seiyūkai                                  | 20. März 1932       |                   |
| 30 | Hamada Kunimatsu   | Rikken Seiyūkai                                  | 26. Dezember 1934   |                   |
| 31 | Tomita Kōjirō      | Rikken Minseitō                                  | 4. Mai 1936         | 21. März 1937     |
| 32 | Koyama Shōju       | Rikken Minseitō                                  | 25. Juli 1937       |                   |
| 33 | Tago Kazutami      | Yokusan Seijikai                                 | 26. Dezember 1941   | 29. April 1942    |
| 35 | Okada Tadahiko     | Yokusan Seijikai                                 | 27. Mai 1942        | 9. Juni 1945      |
| 36 | Shimada Toshio     | Dainihon Seijikai                                | 9. Juni 1945        | 18. Dezember 1945 |
| 37 | Higai Senzō        | Liberale Partei Japans                           | 16. Mai 1946        | August 1946       |
| 38 | Yamazaki Takeshi   | Liberale Partei Japans                           | August 1946         | 31. März 1946     |

## Nach derVerfassung von 1947
| #  | Präsident            | Fraktion (Faktion)                             | Beginn der Amtszeit | Ende der Amtszeit              |
| -- | -------------------- | ---------------------------------------------- | ------------------- | ------------------------------ |
| 39 | Matsuoka Komakichi   | SPJ (rechter Flügel)                           | 21. Mai 1947        | 23. Dezember 1948 (Auflösung)  |
| 40 | Shidehara Kijūrō     | Demokratisch-Liberale Partei → Liberale Partei | 11. Februar 1949    | 10. März 1951 (Tod)            |
| 41 | Hayashi Jōji         | Liberale Partei                                | 13. März 1951       | 1. August 1952 (Rücktritt)     |
| 42 | Ōno Banboku          | Liberale Partei                                | 26. August 1952     | 28. August 1952 (Auflösung)    |
| 43 | Ōno Banboku          | Liberale Partei                                | 24. Oktober 1952    | 14. März 1953 (Auflösung)      |
| 44 | Tsutsumi Yasujirō    | Kaishintō                                      | 18. Mai 1953        | 10. Dezember 1954 (Rücktritt)  |
| 45 | Matsunaga Tō         | DPJ                                            | 11. Dezember 1954   | 24. Januar 1955 (Auflösung)    |
| 46 | Masutani Shūji       | Liberale Partei → LDP (Ikeda)                  | 18. März 1955       | 25. April 1958 (Auflösung)     |
| 47 | Hoshishima Nirō      | LDP (Kishi)                                    | 11. Juni 1958       | 13. Dezember 1958 (Rücktritt)  |
| 48 | Katō Ryōgorō         | LDP (Ishii)                                    | 13. Dezember 1958   | 1. Februar 1960 (Rücktritt)    |
| 49 | Kiyose Ichirō        | LDP (Miki)                                     | 1. Februar 1960     | 24. Oktober 1960 (Auflösung)   |
| 50 | Kiyose Ichirō        | LDP (Miki)                                     | 7. Dezember 1960    | 23. Oktober 1963 (Auflösung)   |
| 51 | Funada Naka          | LDP (Ōno)                                      | 7. Dezember 1963    | 20. Dezember 1965 (Rücktritt)  |
| 52 | Yamaguchi Kikuichirō | LDP (Kōno)                                     | 20. Dezember 1965   | 3. Dezember 1966 (Rücktritt)   |
| 53 | Ayabe Kentarō        | LDP (Fujiyama)                                 | 3. Dezember 1966    | 27. Dezember 1966 (Auflösung)  |
| 54 | Ishii Mitsujirō      | LDP (Ishii)                                    | 15. Februar 1967    | 16. Juli 1969 (Rücktritt)      |
| 55 | Matsuda Takechiyo    | LDP (Kōno)                                     | 3. Dezember 1966    | 27. Dezember 1966 (Auflösung)  |
| 56 | Funada Naka          | LDP (Funada)                                   | 14. Januar 1970     | 13. November 1972 (Auflösung)  |
| 57 | Nakamura Umekichi    | LDP (Nakasone)                                 | 22. Dezember 1972   | 29. Mai 1973 (Rücktritt)       |
| 58 | Maeo Shigesaburō     | LDP (Ōhira)                                    | 29. Mai 1973        | 9. Dezember 1976               |
| 59 | Hori Shigeru         | LDP (Fukuda)                                   | 24. Dezember 1976   | 1. Februar 1979 (Rücktritt)    |
| 60 | Nadao Hirokichi      | LDP (ohne Faktion)                             | 1. Februar 1979     | 7. September 1979 (Auflösung)  |
| 61 | Nadao Hirokichi      | LDP (ohne Faktion)                             | 30. Oktober 1979    | 19. Mai 1980 (Auflösung)       |
| 62 | Fukuda Hajime        | LDP (Funada)                                   | 17. Juli 1980       | 28. November 1983 (Auflösung)  |
| 63 | Fukunaga Kenji       | LDP (Suzuki)                                   | 26. Dezember 1983   | 24. Januar 1985 (Rücktritt)    |
| 64 | Sakata Michita       | LDP (ohne Faktion)                             | 24. Januar 1985     | 2. Juni 1986 (Auflösung)       |
| 65 | Hara Kenzaburō       | LDP (Nakasone)                                 | 22. Juli 1986       | 2. Juni 1989 (Rücktritt)       |
| 66 | Tamura Hajime        | LDP (Takeshita)                                | 2. Juni 1989        | 24. Januar 1990 (Auflösung)    |
| 67 | Sakurauchi Yoshio    | LDP (Watanabe)                                 | 27. Februar 1990    | 18. Juni 1993 (Auflösung)      |
| 68 | Doi Takako           | SPJ                                            | 6. August 1993      | 27. September 1996 (Auflösung) |
| 69 | Itō Sōichirō         | LDP (Kōmoto)                                   | 7. November 1996    | 2. Juni 2000 (Auflösung)       |
| 70 | Watanuki Tamisuke    | LDP (Hashimoto)                                | 4. Juli 2000        | 10. Oktober 2003 (Auflösung)   |
| 71 | Kōno Yōhei           | LDP (Kōno)                                     | 19. November 2003   | 8. August 2005 (Auflösung)     |
| 72 | Kōno Yōhei           | LDP (Kōno)                                     | 21. September 2005  | 21. Juli 2009 (Auflösung)      |
| 73 | Yokomichi Takahiro   | DPJ (Yokomichi)                                | 16. September 2009  | 16. November 2012 (Auflösung)  |
| 74 | Ibuki Bunmei         | LDP (Ibuki)                                    | 16. Dezember 2012   | 21. November 2014 (Auflösung)  |
| 75 | Machimura Nobutaka   | LDP (Machimura)                                | 24. Dezember 2014   | 21. April 2015 (Rücktritt)     |
| 76 | Ōshima Tadamori      | LDP (Ōshima)                                   | 21. April 2015      | 28. September 2017 (Auflösung) |
| 77 | Ōshima Tadamori      | LDP (Ōshima)                                   | 1. November 2017    | 14. Oktober 2021 (Auflösung)   |
| 78 | Hosoda Hiroyuki      | LDP (Hosoda)                                   | 10. November 2021   | 20. Oktober 2023 (Rücktritt)   |
| 79 | Nukaga Fukushirō     | LDP (Motegi)                                   | 20. Oktober 2023    | 9. Oktober 2024 (Auflösung)    |
| 80 | Nukaga Fukushirō     | LDP (Motegi)                                   | 11. November 2024   |                                |

Anmerkungen:
- Mit Beginn ihrer Amtszeit geben viele Präsidenten ihre Fraktionszugehörigkeit auf und sind formell fraktions- oder sogar parteilos. Die Fraktions- und Faktionszugehörigkeiten vor Amtsantritt sind in kursiv dargestellt.
- Sofern kein anderer Grund angegeben ist, (das heißt in Nachkriegszeit bisher nur 1976) endete die Amtszeit des Präsidenten mit der vollen Amtszeit der gesamten Kammer.